# Выборы губернатора Курганской области (2019)
Выборы губернатора Курганской области состоялись в Курганской области 8 сентября 2019 года в единый день голосования. Губернатор избирался сроком на 5 лет. Победу в первом туре одержал временно исполняющий обязанности губернатора Вадим Михайлович Шумков.

## Предшествующие события
Предыдущие выборы губернатора Курганской области прошли в 2014 году. На них с результатом 84,87% голосов победил Алексей Геннадьевич Кокорин.
2 октября 2018 года президент Российской Федерации Владимир Владимирович Путин принял отставку Кокорина по собственному желанию. Временно исполняющим обязанности губернатора назначен заместитель губернатора Тюменской области Вадим Михайлович Шумков.
8 февраля 2019 года Курганская областная дума приняла поправки в Закон Курганской области «О выборах губернатора Курганской области», благодаря которым была введена процедура самовыдвижения.

## Ключевые даты
- 4 июня Курганская областная дума назначила выборы на 8 сентября 2019 года (единый день голосования)[6].
  - 5 июня постановление о назначении выборов было опубликовано[6].
- 6 июня 
  - опубликован расчёт числа подписей избирателей, необходимых для регистрации кандидата, выдвинутого в порядке самовыдвижения[7].
  - опубликован расчёт числа подписей депутатов, необходимых для регистрации кандидата[8].
- с 6 июня по 5 июля — период выдвижения кандидатов[6].
- агитационный период начинается со дня выдвижения кандидата и прекращается за одни сутки до дня голосования.
- с 6 по 15 июля — представление документов для регистрации кандидатов, к заявлениям должны прилагаться листы с подписями муниципальных депутатов[6].
  - в течение 10 дней после принятия документов для регистрации — принятие решения о регистрации кандидата либо об отказе в регистрации[6].
- с 10 августа по 6 сентября — проведение агитации в СМИ[6].
- 7 сентября — день тишины.
- 8 сентября — день голосования.

## Выдвижение и регистрация кандидатов
В Курганской области кандидаты могут выдвигаться политическими партиями, имеющими право участвовать в выборах, или в порядке самовыдвижения. Кандидаты, выдвинутые в порядке самовыдвижения, должны представить подписи 0,5% избирателей, зарегистрированных на территории области (от 3521 до 3873 подписей).
Каждый кандидат при регистрации должен представить список из трёх человек, один из которых, в случае избрания кандидата, станет представителем правительства региона в Совете Федерации.

### Муниципальный фильтр
В Курганской области кандидаты должны собрать подписи 5% депутатов представительных органов муниципальных образований и (или) избранных на выборах глав муниципальных образований. Среди них должны быть подписи депутатов представительных органов районов и городских округов и (или) избранных на выборах глав районов и городских округов в количестве 5% от их общего числа. Кроме того, кандидат должен получить подписи не менее чем в трёх четвертях районов и городских округов. По расчёту избиркома, каждый кандидат должен собрать от 184 до 193 подписей депутатов всех уровней и глав муниципальных образований, из которых от 23 до 25 — депутатов представительных органов и (или) глав не менее чем 20 районов и городских округов области.

## Кандидаты
| Кандидат          | Должность (на момент выдвижения)                                                                                        | Субъект выдвижения  | Статус          | Кандидаты в Совет Федерации                         |
| ----------------- | --- | ------------------- | --------------- | --------------------------------------------------- |
| Татьяна Майборода | директор института экономики и права ФГБОУ ВО «Курганский государственный университет»                                  | Справедливая Россия | зарегистрирован | Лилия Маслова Игорь Путин Дмитрий Фельдшеров        |
| Яков Сидоров      | адвокат Адвокатского кабинета «ПравоЗащита», депутат Курганской городской думы                                          | КПРФ                | зарегистрирован | Виктор Зырянов Анатолий Карасев Татьяна Кузьмина    |
| Вадим Шумков      | временно исполняющий обязанности губернатора Курганской области                                                         | Самовыдвижение      | зарегистрирован | Елена Перминова Константин Ермаков Сергей Лисовский |
| Юрий Ярушин       | помощник депутата Государственной думы Виталия Пашина по работе в Курганской области, депутат Курганской областной думы | ЛДПР                | зарегистрирован | Юрий Александров Ольга Дружинина Николай Соловьёв   |

## Результаты
| Место                                    | Место                                    | Кандидат                                 | Партия                                   | Голосов | %       |
| ---------------------------------------- | ---------------------------------------- | ---------------------------------------- | ---------------------------------------- | ------- | ------- |
|                                          | 1.                                       | Вадим Михайлович Шумков                  | Самовыдвижение                           | 239 902 | 80,86 % |
|                                          | 2.                                       | Яков Семёнович Сидоров                   | КПРФ                                     | 28 791  | 9,70 %  |
|                                          | 3.                                       | Татьяна Юрьевна Майборода                | Справедливая Россия                      | 13 955  | 4,70 %  |
|                                          | 4.                                       | Юрий Владимирович Ярушин                 | ЛДПР                                     | 9884    | 3,33 %  |
|                                          |                                          |                                          |                                          |         |         |
| Действительных бюллетеней                | Действительных бюллетеней                | Действительных бюллетеней                | Действительных бюллетеней                | 292 532 | 95,86 % |
| Недействительных бюллетеней              | Недействительных бюллетеней              | Недействительных бюллетеней              | Недействительных бюллетеней              | 4173    | 4,14 %  |
| Всего                                    | Всего                                    | Всего                                    | Всего                                    | 296 705 | 100 %   |
|                                          |                                          |                                          |                                          |         |         |
| Число бюллетеней, выданных на участке    | Число бюллетеней, выданных на участке    | Число бюллетеней, выданных на участке    | Число бюллетеней, выданных на участке    | 267 563 | 92,81 % |
| Число бюллетеней, выданных вне помещения | Число бюллетеней, выданных вне помещения | Число бюллетеней, выданных вне помещения | Число бюллетеней, выданных вне помещения | 29 300  | 5,82 %  |
|                                          |                                          |                                          |                                          |         |         |
| Явка                                     | Явка                                     | Явка                                     | Явка                                     | 296 863 | 42,61 % |
| Число избирателей                        | Число избирателей                        | Число избирателей                        | Число избирателей                        | 696 763 | 100 %   |

10 сентября Избирательная комиссия Курганской области подвела окончательные результаты выборов. Губернатором избран Вадим Шумков. 18 сентября Шумков вступил в должность губернатора и 20 сентября переназначил членом Совета Федерации Елену Алексеевну Перминову.